# Урванка
Урванка — узловая железнодорожная станция Московской железной дороги в городском округе Новомосковск Тульской области. Входит в Тульский центр организации работы железнодорожных станций ДЦС-4 Московской дирекции управления движением. По основному характеру работы является промежуточной, по объёму работы отнесена к 3 классу. Начальник станции Старцев А.В.
Самая большая пассажирская станция Новомосковского железнодорожного узла.

## Эксплуатация
К станции примыкает моторвагонное депо ТЧПРИГ-22 Новомосковск-1, которое обслуживает дизель- и электропоезда.
На станции имеется 5 путей, 4 из них электрифицированы. 
Осенью 2009 года левая[какая?] платформа закрыта для входа и выхода пассажиров, а в июне 2010 года платформа была полностью демонтирована.
До марта 2010 года существовало пассажирское движение до станции Белёв
Электрифицированный участок Маклец — Урванка — Бобрик-Донской является «островным» — он не связан с другими электрифицированными железнодорожными линиями. Также его называют «Новомосковское кольцо».

## Фотографии
- Здание вокзала станции
- Поезд на Узловую
- Дизель-поезд Урванка-Тула. Архивировано 31 января 2013 года.